# 貝倫山 (阿爾高阿爾卑斯山脈)
47°17′59″N 10°8′9″E / 47.29972°N 10.13583°E

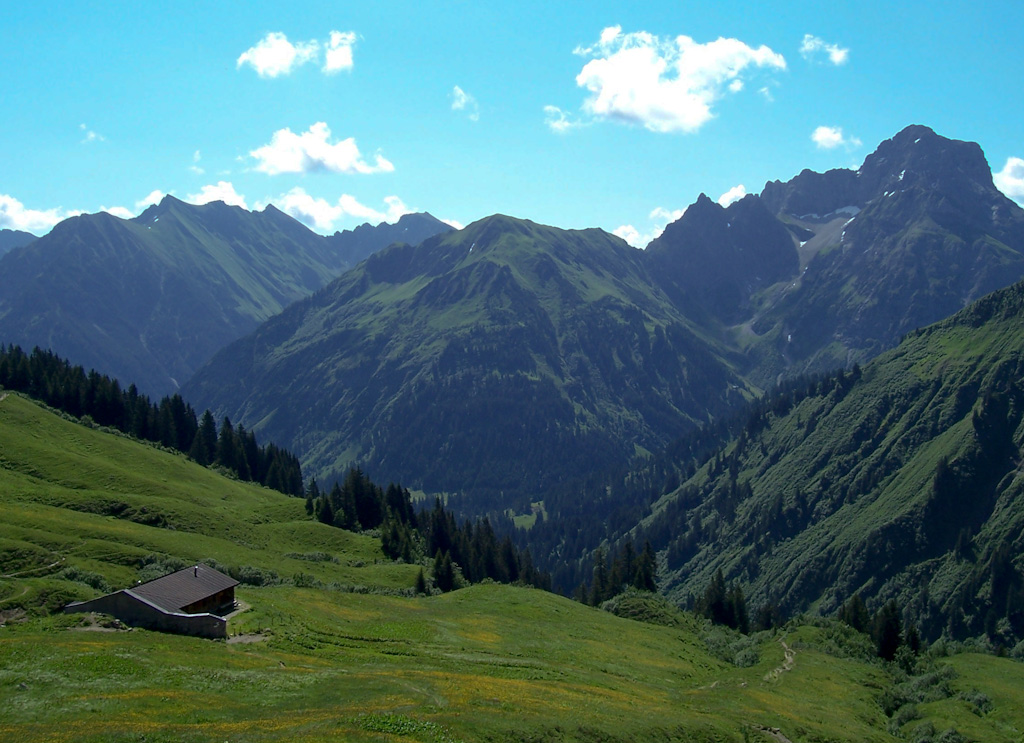

貝倫山（德語：Bärenkopf），是奧地利的山峰，位於該國西部，由福拉爾貝格州負責管轄，屬於阿爾高阿爾卑斯山脈的一部分，距離小維德施泰因山0.9公里，海拔高度2,083米。